# Bravikens pappersbruk

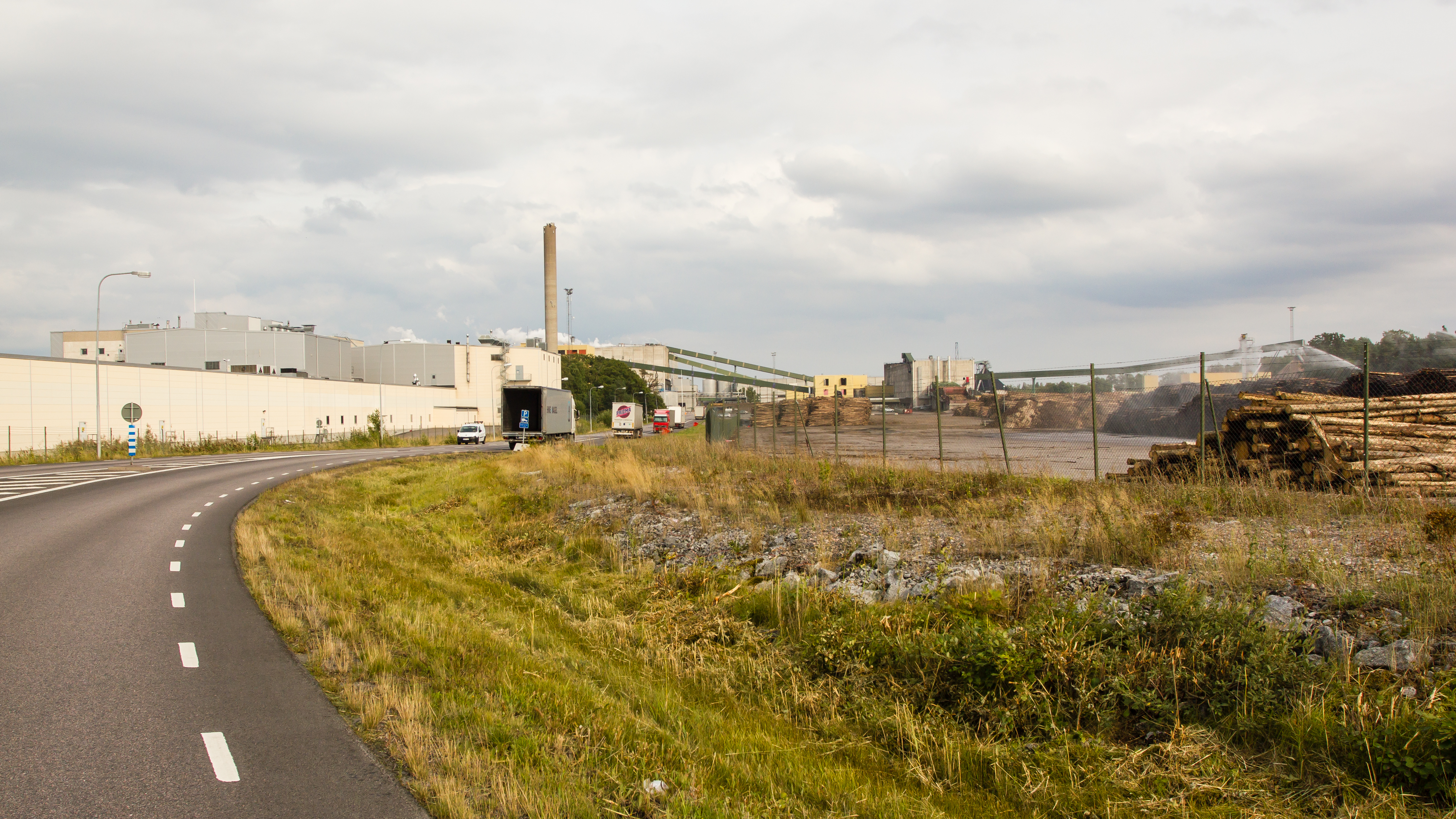
Bravikens pappersbruk från land

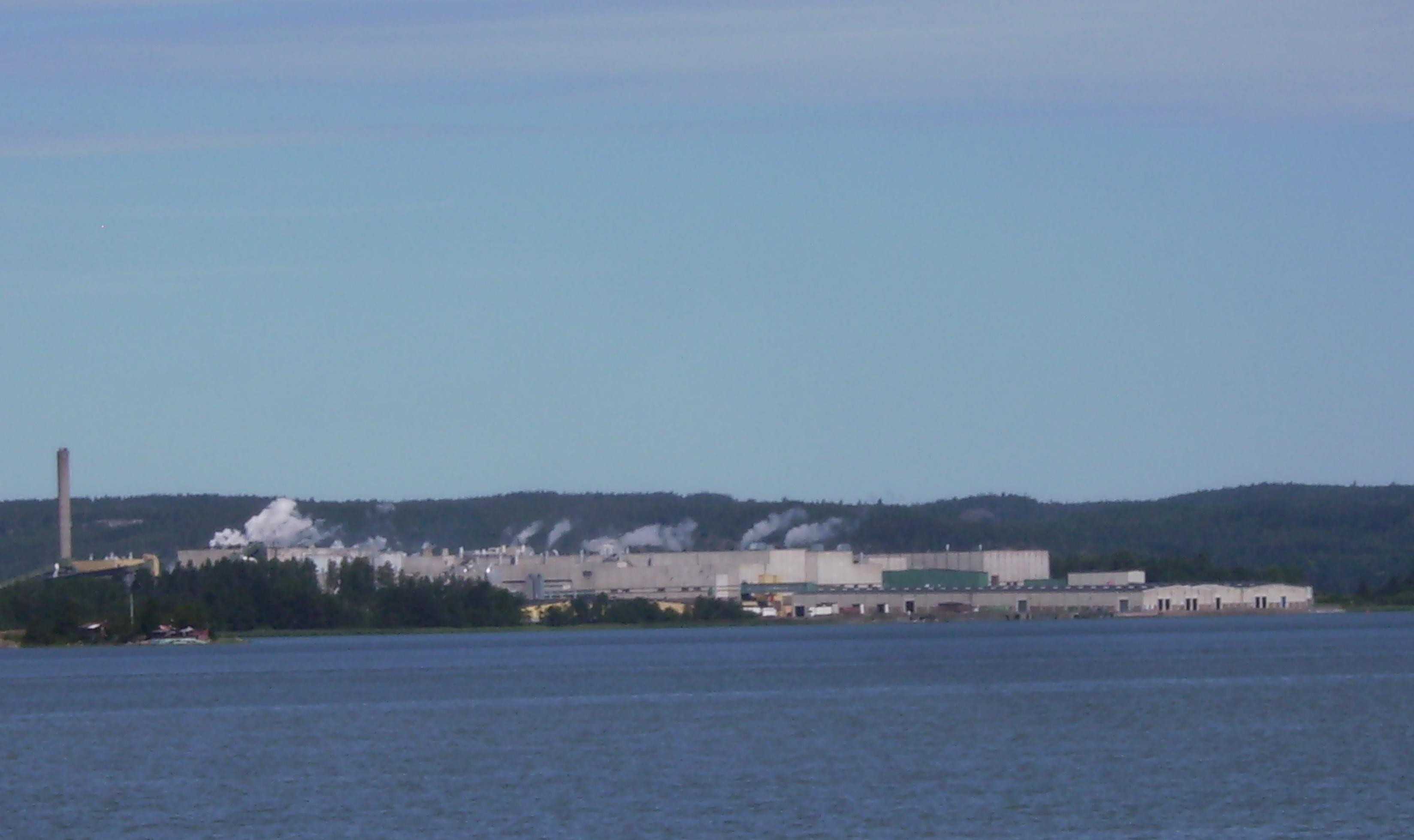
Bravikens pappersbruk från Bråviken

Bravikens pappersbruk är ett tidnings- och specialpappersbruk vid Bråvikens strand utanför Norrköping. Pappersbruket ägs av Holmen Paper AB, som ingår i Holmenkoncernen. 
Bruket byggdes år 1977 och hade då två linjer för tillverkning av termomekanisk pappersmassa  och världens snabbaste pappersmaskin, PM 51, med en produktionskapacitet på 1 200 m/minut. Ytterligare en maskin, PM 52, byggdes 1985 och hade en konstruktionskapacitet på 1 500 m/minut och årskapacitet på 210 000 ton papper. 1996 utökades verksamheten med en tredje maskin, PM 53. Pappersbruket hade i början av 2010-talet c:a 600 anställda och producerade årligen 750 000 ton tidningspapper, MF-journalpapper och katalogpapper.
I mars 2013 meddelade företaget att PM 51 stängs vilket berör omkring 200 anställda. Åtgärden är en följd av vikande marknad för dagstidningspapper. Produktionen i PM 51 upphörde 14 september 2013. PM 51 hade en årskapacitet av 200 000 ton tidningspapper. De kvarvarande maskinerna PM 52 och PM 53 har kapaciteten 290 000 och 310 000 ton.